# Malaltia mitocondrial
Les citopaties mitocondrials o malalties mitocondrials són un conjunt divers d'alteracions que resulten de la mutació en l'ADN dels mitocondris (ADNm). Les mutacions donades poden ser tant alteracions puntals en gens mitocondrials individuals com grans delecions. Els òrgans més afectats per aquestes alteracions són aquells que requereixen una elevada quantitat d'energia com són els músculs i el sistema nerviós.

## Tipus
La malaltia mitocondrial es pot manifestar de moltes maneres diferents. Alguns exemples de malalties mitocondrials inclouen:
- Miopatia mitocondrial
- Diabetis mellitus i sordesa
  - aquesta combinació a una edat primerenca pot ser deguda a una malaltia mitocondrial
  - La diabetis mellitus i la sordesa es poden trobar juntes per altres motius
- Neuropatia òptica hereditària de Leber
  - pèrdua visual a partir de la joventut adulta
  - Trastorn ocular caracteritzat per la pèrdua progressiva de la visió central a causa de la degeneració dels nervis òptics i de la retina.
  - afecta 1 de cada 50.000 persones a Finlàndia
- Síndrome de Leigh, encefalomielopatia necrotitzant subaguda
  - després del desenvolupament normal, la malaltia sol començar a finals del primer any de vida, tot i que pot aparèixer a l'edat adulta
  - es produeix un ràpid descens de la funció i està marcat per convulsions, estats alterats de consciència, demència, insuficiència ventilatòria.
- Neuropatia, atàxia, retinitis pigmentària i ptosi (NARP) 
  - símptomes progressius tal com es descriuen a les sigles
  - demència
- Encefalopatia gastrointestinal mioneurògena
  - pseudoobstrucció gastrointestinal
  - neuropatia
- Síndrome MERRF
  - epilèpsia mioclònica progressiva
  - "Ragged Red Fibers" són grups de mitocondris malalts que s'acumulen a la regió subsarcolemmal de la fibra muscular i apareixen quan el múscul es tenyeix amb una tinció tricòmica de Gömöri modificada.
  - estatura baixa
  - pèrdua d'oïda
  - acidosi làctica
  - intolerància a l'exercici
- Síndrome MELAS, encefalopatia mitocondrial, acidosi làctica i episodis semblants a un ictus
- Síndrome de depleció de l'ADN mitocondrial

Malalties com l'atàxia de Friedreich poden afectar els mitocondris però no estan associades amb proteïnes mitocondrials.